# روبرت جانسون
روبرت جانسون (بالسويدية: Robert Jansson)‏ هو سياسي سويدي، ولد في 27 فبراير 1889، وتوفي في 15 أغسطس 1958. حزبياً، نشط في حزب الوسط السويدي. وقد انتخب عضو البرلمان السويدي ‏.
1. 1 2 3  Two-Chamber Parliament 1867–1970. | Jansson i Aspeboda, Robert L، ج. 5، 1985، ص. 70، QID:Q110346241